# Zorbing

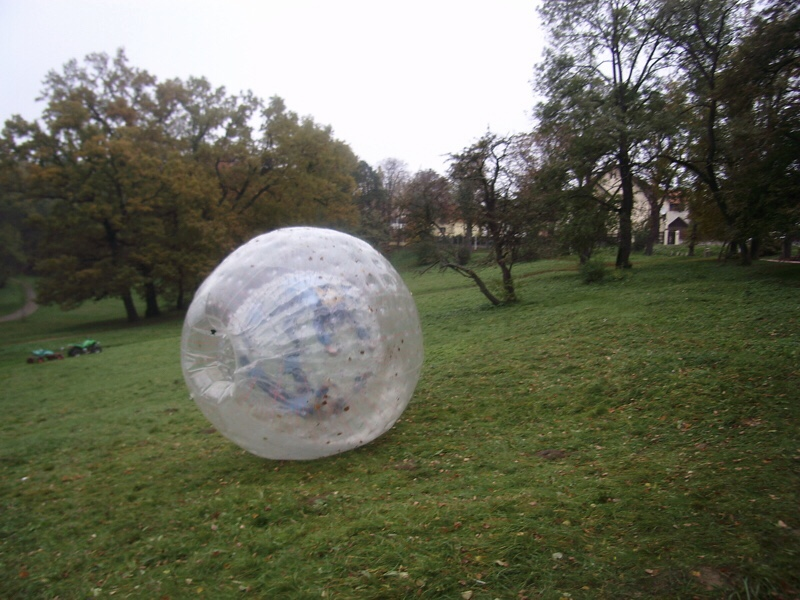
Minge de zorbing în acțiune

Zorbing este un sport extrem extins cu succes în USA, Europa și Asia. Originar din Noua Zeelandă, Zorbing constă în rostogolirea unei persoane aflată într-o sferă transparentă de mari dimensiuni (de la 2,6 pana la 3,8 m diametrul exterior) pe un teren în pantă (și nu numai). Zorbing-ul este un sport extrem pentru senzațiile de rotire și de aparentă imponderabilitate pe care le oferă.
Balonul cu care se practică acest sport este o minge gonflabilă de dimensiuni foarte mari, din material termoplastic poliuretanic (TPU - 0,8 mm / 1 mm) transparent, foarte flexibilă și cu rezistență sporită la zgârieturi și temperaturi extreme (de la -20 grade Celsius pana la +50 grade Celsius). În general, aceasta are aproximativ trei metri înălțime (dimensiunile sunt cuprinse între 2,6 m și 3,8 m) și conține în interior un balon de dimensiuni mai mici, susținut într-o poziție paralelă cu mingea exterioară prin intermediul unor fire din nailon, de culori diferite. Acest spațiu din interior este locul unde va sta persoana care dorește să practice sportul. Ea va fi susținută de un ansamblu de curele confecționate dintr-un material foarte rezistent. Dupa ancorarea practicantului de Zorbing, mingea gonflabilă gigantică este împinsă la vale pentru a putea prinde viteză. Ea se va opri dupa ce va ajunge într-o zonă plată.